# Orša
Orša (in bielorusso О́рша?; in russo О́рша?, Orša; in polacco Orsza) è una città della Bielorussia, nella voblasc' di Vicebsk. 

## Geografia fisica
Orša sorge presso la confluenza del fiume Aršyca nel Dniepr. La città è situata a 86 km a sud di Vicebsk, a 77 km a nord di Mahilëŭ e a 220 km a nord-est di Minsk

## Storia
Menzionata per la prima volta nel 1067 come "Rcha", è una delle città più antiche della Bielorussia. Nel 1310 la città entrò a far parte del Granducato di Lituania. Tra il 1398 e il 1407 fu costruito il castello fortificato. Nel 1555, Mikołaj Radziwiłł Czarny fondò una colonia calvinista a Orša e il protestantesimo divenne la quarta religione della città dopo le comunità ortodosse, cattoliche ed ebraiche. L'8 settembre 1514, la grande battaglia di Orcha oppose gli eserciti del Granducato di Lituania e del Regno di Polonia all'esercito della Russia; la battaglia si concluse con una schiacciante vittoria dei polacco-lituani sui russi. Nel 1630 S. Sobal aprì la prima tipografia a Orša. Tra il 1654 e il 1667, durante la guerra russo-polacca, la città fu distrutta, l'amministrazione divenne polacca. Nel 1776 Orša fu incorporata nell'Impero russo e l'amministrazione divenne russa. Durante la guerra la popolazione scese a 2.000 abitanti. Nel 1781 lo stemma della città fu modificato dalle autorità russe. Durante la campagna di Russia del 1812, Orša fu distrutta e data alle fiamme dalla Grande Armée di Napoleone.
Nel censimento del 1897, su una popolazione totale di 13.161, circa 7.000 erano ebrei.
Durante la prima guerra mondiale, Orša fu occupata dall'esercito tedesco da febbraio a ottobre 1918. Il 2 febbraio 1919 la città fu annessa al governatorato di Gomel e nel 1920 a quello di Vicebsk, nella Russia sovietica. Dopo la formazione dell'Unione Sovietica nel 1922, la regione di Orsha fu inclusa nella Repubblica Socialista Sovietica Bielorussa. Durante la seconda guerra mondiale fu occupata dal 16 luglio 1941 al 27 giugno 1944 dalla Germania nazista. Nonostante una buona parte della popolazione ebraica della cittadina fosse riuscita a fuggire prima dell'arrivo dei nazisti, nell'agosto 1941 iniziarono i primi massacri. Nel settembre successivo poi fu istituito un ghetto. I tedeschi assassinarono  la maggior parte degli abitanti del ghetto, circa 1.800 persone, assieme ad altri ebrei della zona, circa 5.000 in totale, nel novembre 1941. Diverse dozzine di artigiani e le loro famiglie rimasero nel ghetto verranno assassinati successivamente. Nella primavera del 1942 tutti gli ebrei di Orša erano stati assassinati.
Dopo la guerra, Orša divenne un centro industriale e un importante porto sul Dnepr. Nel 1986 la nube tossica formatasi dal disastro di Černobyl' passò sulla città.

## Infrastrutture e trasporti
Orša è un importante snodo stradale dell'est della Bielorussia. La città infatti sorge all'intersezione tra la M1, la principale arteria di comunicazione del paese, e la M8, un superstrada che attraversa da nord a sud tutto l'est bielorusso.

## Galleria d'immagini

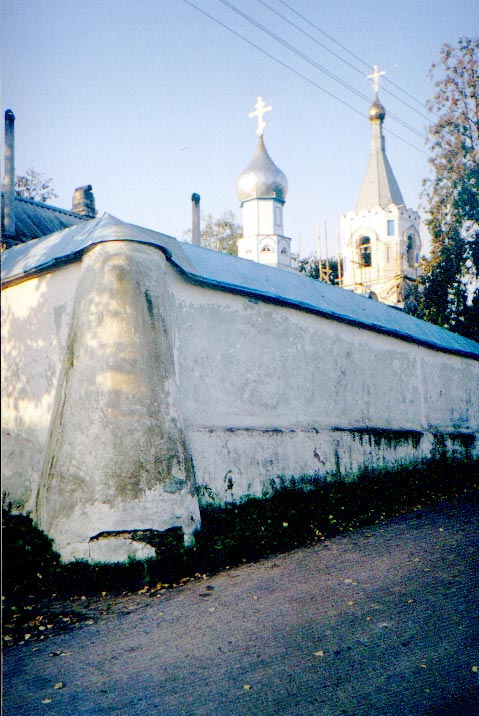
Chiesa cristiana ortodossa di Sant'Illa.
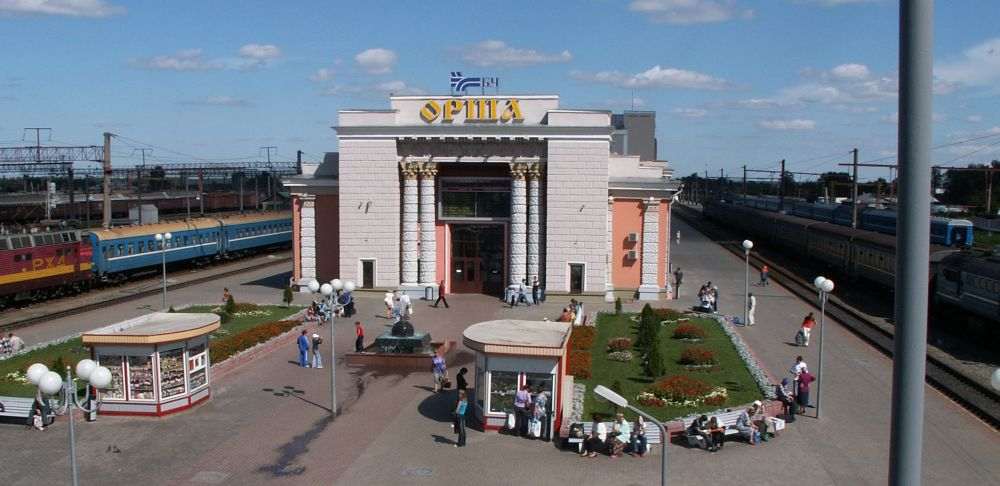
Stazione di Orša Centrale.